# 苑君璋
苑君璋（?—?），朔州马邑（今山西朔州）人。隋末唐初政治人物。
出生豪族，娶劉武周之妹。隋朝大業十三年（617年），劉武周於隋末殺王仁恭起事，以君璋為內史令，苑君璋勸劉武周依附突厥，说：“唐土举一州之兵，定三辅之地，郡县影附，所向凤靡。此固天命，岂曰人谋?且并州以南，地形险阻，若悬军深入，恐后无所继。不如连和突厥，结援唐朝，南面称孤，足为上策。”劉武周不聽。宋金刚被唐军全歼後，刘武周对苑君璋说：“恨不用君言，乃至于此！”
劉武周死後，苑君璋率餘眾依附突厥，为大行台，部将高满政劝他尽杀突厥以归唐朝，但他不从，高满政将他赶回突厥。次年，苑君璋引突厥兵来攻马邑，杀死高满政等人，但因部下不愿为突厥效力，唐高祖李渊又派人赐以金券，而突厥颉利可汗复遣召之。他犹豫未决，最终决定据守恆安，与突厥合军侵略太原之北境。贞观元年（627年），率麾下将士万余人降唐，任左金吾卫大将军、安州都督，封芮国公。贞观中逝世，死后谥曰忠。

## 世系
据苑君璋之孙《唐故正议大夫行袁州别驾上柱国苑府君墓志铭》记载：“公讳玄亮，其先南阳人也。曾祖偘，皇代州长史，祖璋，安州刺史，父师本，晋州刺史。......则公为师本之第六子也。解褐授秦州〇渡府别将，为〇州都督杨执一所器，随徙将军，总管绝漠。将军拜功，公赏为右。恩敕迁吉安府左果毅，赐绯鱼袋、上柱国，迁龙勒府折冲、新泉军大使。......天子嘉之，赐紫金鱼袋，迁济北、唐安二府折冲、试松州别驾。未几，因计最京县，出入龙楼，迁资州别驾。加拜夏州都督府别驾、定远城使、知十将兵马。属元帅信安郡王英威不鉴，货贿是求，因怀逐鸟之心，颇蓄赫〇之忿，奏贬为锦州别驾。属帝上尊号，恩波无私，量移袁州别驾。扶持晤言，反枕而殁，是开元廿九年三月廿三日宜春郡之官舍，时年七十矣。”
- 父亲：苑
- 子：苑孝政
- 子：苑孝文，左武卫大将军，汾、代、甘等州刺史、武威郡公。
  - 孙：苑问，洺州司法参军。
    - 曾孙：苑操，赠济阳郡太守。
      - 玄孙：苑咸，中书舍人、集贤院学士、安陆郡太守、馆陶县开国男。
- 子：苑师本，晋州刺史。
  - 孙：苑玄亮，正议大夫，行袁州别驾。

## 延伸阅读
[在维基数据编辑]
 《新唐書·卷092》，出自《新唐書》